# Financiële opvoeding
Financiële opvoeding verwijst naar het proces waarbij mensen wordt geleerd hoe ze verantwoord met geld kunnen omgaan. Dit omvat het begrijpen van de waarde van geld, het ontwikkelen van spaargewoonten, budgettering, en het nemen van slimme financiële beslissingen. Financiële opvoeding speelt een cruciale rol in het bevorderen van financiële zelfredzaamheid en het voorkomen van schulden op latere leeftijd.

## Geschiedenis
Hoewel financiële opvoeding een belangrijk onderwerp is geworden in de 21e eeuw, gaat het concept terug tot de basisprincipes van huishoudkunde en economische lessen in de vroege 20e eeuw. In veel landen werd financiële educatie aanvankelijk thuis of informeel onderwezen, maar naarmate de economie complexer werd, groeide de vraag naar gestructureerde programma’s en lessen op scholen.

## Belang van financiële opvoeding
Financiële opvoeding is essentieel om mensen van alle leeftijden de vaardigheden en kennis te bieden die nodig zijn om weloverwogen financiële beslissingen te nemen. Studies tonen aan dat mensen met een sterke financiële basis minder kans hebben op problematische schulden en beter in staat zijn om te sparen voor doelen zoals pensioen, het kopen van een huis of het financieren van onderwijs.
In veel landen, waaronder Nederland en België, is financiële opvoeding een integraal onderdeel van bredere initiatieven om financiële geletterdheid te verbeteren. Organisaties zoals Nibud (Nederland) en Wikifin (België) bieden educatieve hulpmiddelen en programma's aan om gezinnen en scholen te ondersteunen bij het onderwijzen van deze vaardigheden.